# Ludwig von Hammerstein

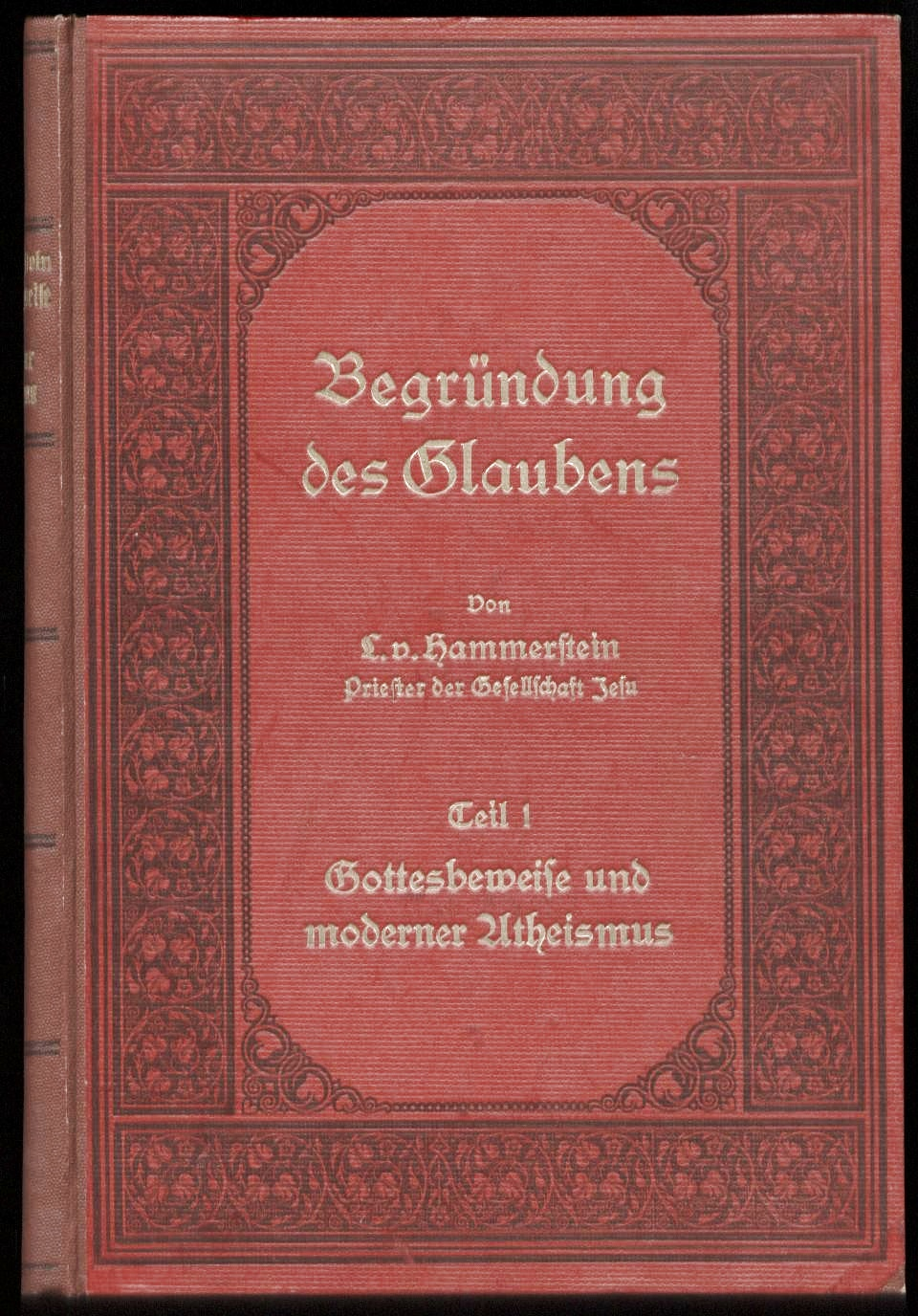
Bucheinband, Pater Ludwig von Hammerstein S.J., 1903

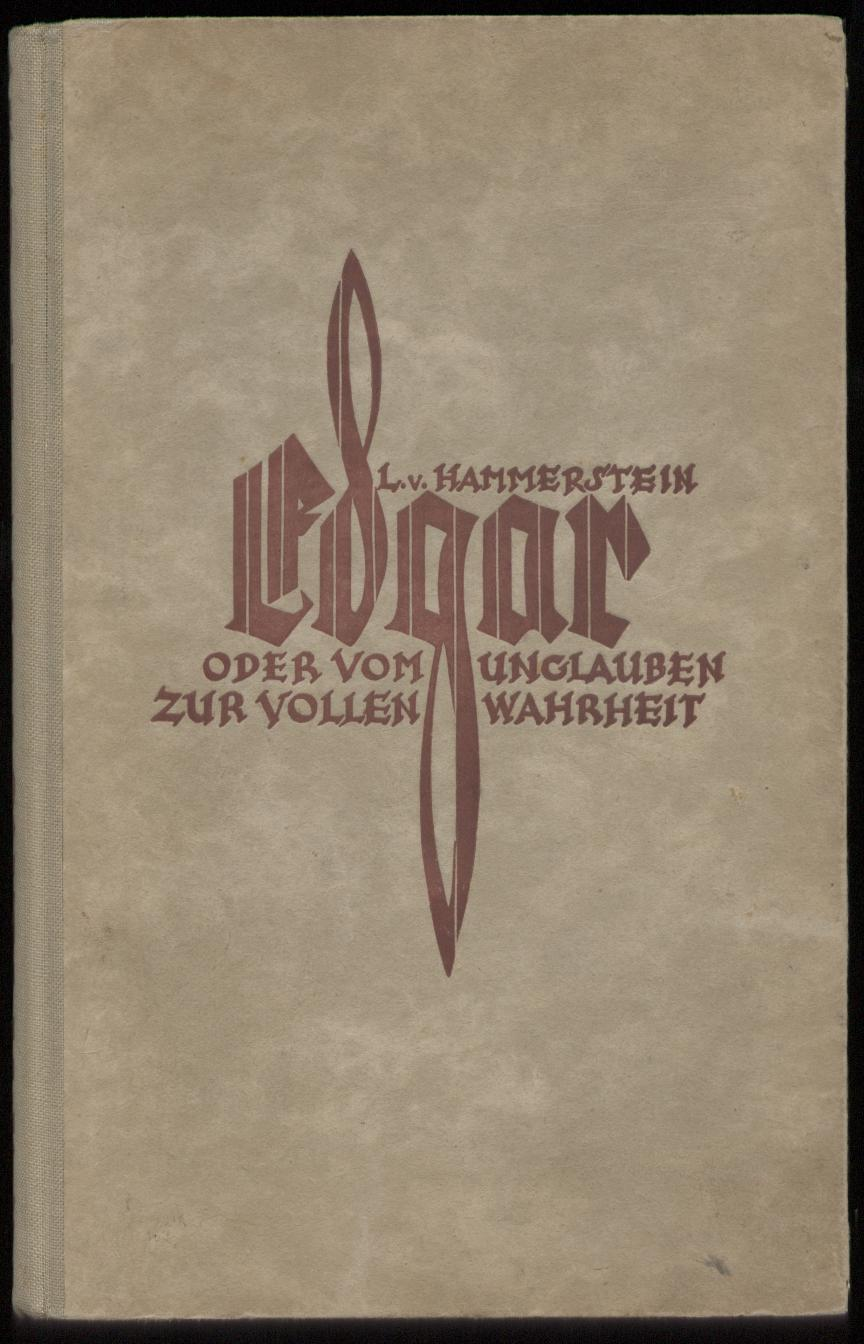
Bucheinband 1928

Ludwig von Hammerstein (* 1. September 1832 auf Schloss Gesmold, Melle, Niedersachsen; † 15. August 1905 in Trier) war ein Freiherr aus dem Adelsgeschlecht derer von Hammerstein, Konvertit zum katholischen Glauben, Jesuitenpater und geistlicher Schriftsteller.

## Leben und Wirken

### Herkunft und frühe Jahre
Er wurde geboren als Sohn des Freiherrn Ludwig Friedrich Ernst von Hammerstein († 11. Februar 1837) und verlor schon früh den Vater. Der Halbwaise Ludwig von Hammerstein studierte Jura in Heidelberg, München und Göttingen. Er legte ein ausgezeichnetes Staatsexamen ab und wirkte von 1854 bis 1859 als Gerichtsauditor in Lüneburg, Hameln sowie Hannover. 1855 konvertierte er, vorbereitet von Domkapitular Johann Baptist Heinrich, in Mainz von der lutherischen zur katholischen Kirche. Vor Bischof Wilhelm Emmanuel von Ketteler legte er sein Glaubensbekenntnis ab und wurde von diesem an Pfingsten des Jahres gefirmt.

### Jesuit und Schriftsteller
1859 absolvierte Hammerstein seine Prüfung als Assessor und trat im Mai des Jahres zu Friedrichsburg bei Münster in das Noviziat des Jesuitenordens ein. Ab 1861 durchlief er den Philosophiekurs in der Jesuiten-Kommunität Aachen; 1863 übersiedelten die Kleriker in die ehemalige Benediktinerabtei Maria Laach, wo ein Jesuitenkolleg entstand. Hier studierte Freiherr von Hammerstein Theologie und empfing am 13. September 1868 die Priesterweihe. 1870 übernahm er dort die Professur des kanonischen Rechts.
Im Rahmen des Kulturkampfes wurde der Orden 1872 aufgrund des Jesuitengesetzes aus Deutschland ausgewiesen.
Ludwig von Hammerstein übersiedelte in die Jesuitenniederlassung Ditton Hall, bei Liverpool (England), wo er die Professur bis 1874 beibehielt und dann krankheitshalber aufgab. Im Herbst 1875 ging er als Redaktionsmitglied der aus Deutschland verbannten Ordenszeitschrift „Stimmen aus Maria Laach“ nach Tervuren, Belgien. Aufgrund eines gesundheitlichen Zusammenbruchs musste er auch diese Tätigkeit 1877 aufgeben.
Ab 1880 lebte Pater von Hammerstein im Konvent zu Aalbeek/Holland. Hier verfasste er seine Memoiren „Erinnerungen eines alten Lutheraners“ und vertiefte sich in die apologetische Schriftstellerei. Im März 1883 zog er sich nach Trier zurück, wo er bei den Barmherzigen Brüdern von Maria Hilf wohnte und bis zu seinem Tode als deren Hausgeistlicher fungierte. Dort wurde er ein enger Mitarbeiter und Vertrauter von Bischof Michael Felix Korum.
Während seines ganzen Ordenslebens, besonders aber in den letzten Jahren, war Pater von Hammerstein unermüdlich als apologetischer Autor tätig und veröffentlichte zahlreiche Bücher. Als seine Hauptwerke gelten die schon genannte autobiographische Schrift „Erinnerungen eines alten Lutheraners“ (1882), welche 2010 als Neuauflage erschien, sowie das speziell auf die gängigen Fragestellungen angehender Konvertiten ausgerichtete Buch „Edgar, oder vom Atheismus zur vollen Wahrheit“.
Ein Zitat aus seiner Schrift Kirche und Staat (1883) wurde noch Jahrzehnte später in der liberalen Presse als Beweis für die Behauptung, „dass der Jesuitenorden [...] der denkbar schlimmste Feind des konfessionellen Friedens und der gefährlichste Unterwühler staatlicher Hoheit ist“, herangezogen: „Der Staat muss, wenn anders er nicht Rebell sein will gegen jene Autorität, der er seine Autorität verdankt, katholisch sein, oder, wenn er es nicht ist, werden.“ In der liberalen Presse wurde er ein „Preußenhasser und extremer Fanatiker“ genannt.
Ludwig von Hammerstein starb an Maria Himmelfahrt 1905, im Brüderkrankenhaus Trier.
Der preußische Politiker Wilhelm Joachim von Hammerstein (1838–1904) war sein Cousin.

## Werke
(Auswahl)
- „Erinnerungen eines alten Lutheraners“, Herder, Freiburg, 1882
- „Kirche und Staat vom Standpunkte des Rechtes aus“, Herder, Freiburg, 1883
- „Betrachtungen für alle Tage des Kirchenjahres, mit besonderer Rücksicht auf religiöse Genossenschaften“, Herder Freiburg, 1888
- „Edgar, oder vom Atheismus zur vollen Wahrheit“, Paulinus Druckerei Trier 1888
- „Sincerus; ein evangelischer Theologe in der Urkirche“, Paulinus Druckerei Trier 1889
- „Winfried oder das soziale Wirken der Kirche“, Paulinus Druckerei, Trier, 1889.
- „Gottesbeweise und moderner Atheismus“, Paulinus Druckerei Trier, 1891
- „Das preussische Schulmonopol; mit besonderer Rücksicht auf die Gymnasien“, Herder, Freiburg, 1893
- „Das Christenthum“, Paulinus Druckerei Trier, 1895
- „Kontrovers Katechismus: Kurze Begründung des katholischen Glaubens und Widerlegung der gewöhnlichsten Einwände“, Paulinus Druckerei Trier, 1896
- „Das Glück katholisch zu sein“, Paulinus Druckerei Trier, 1897
- „Charakterbilder aus dem Leben der Kirche, vertheilt auf die Sonntage des Kirchenjahres“, Paulinus Druckerei Trier, 1897